# سینت اومر (ایندیانا)
سینت اومر (به انگلیسی: Saint Omer) یک منطقهٔ مسکونی در ایالات متحده آمریکا است که در شهرستان دکاتور، ایندیانا واقع شده‌است. سینت اومر ۲۷۰٫۹۷ متر بالاتر از سطح دریا واقع شده‌است.